# 新曹赫
新曹赫（德語：Neu Zauche）是德国勃兰登堡州的市镇，隶属于达默-施普雷瓦尔德县。总面积为38.69平方千米，截至2023年12月31日总人口为1,065人。